# Forster (miasto)
Forster – miejscowość w Australii, w stanie Nowa Południowa Walia, na wybrzeżu Mid North Coast, w odległości ok. 310 km na północ od Sydney. Podczas spisu ludności w roku 2006, liczba mieszkańców wspólnie z graniczącym miastem Tuncurry, wynosiła 18372 osób.